# Centro Alemán de Operaciones Espaciales
El Centro Alemán de Operaciones Espaciales o GSOC (del inglés: German Space Operations Center; en alemán: Deutsche Raumfahrt-Kontrollzentrum) es el centro de control de misiones espaciales del Centro Aeroespacial Alemán o DLR (alemán: Deutsches Luft- und Raumfahrt Zentrum) ubicado en Oberpfaffenhofen, cerca de Múnich, Alemania.

## Actividades
El GSOC realiza las siguientes tareas en el ámbito de las operaciones espaciales, ya sea a nivel nacional o internacional:
- Operación de satélites científicos
- Operación de satélites de navegación
- Operación de satélites comerciales
- Operación de vuelos espaciales tripulados
- Desarrollo y funcionamiento de la infraestructura de comunicaciones
- Investigación y desarrollo de nuevas tecnologías en el campo de las operaciones de vuelo espacial

Estas tareas se dividen y realizan en las siguientes dos fases:
- Fase de preparación:
  - Análisis de la misión
  - Pruebas de software y hardware con satélites y simuladores
  - Desarrollo del concepto de estación terrestre, desde donde se realizarán los contactos con el satélite

- Operación de la misión (LEOP, puesta en marcha o Comissioning, operaciones de rutina, desmantelamiento):
  - Planificación de la misión
  - Operaciones de vuelo (telecontrol del satélite y seguimiento de su estado)
  - Recibir datos científicos/técnicos del satélite y proporcionar datos o información a la comunidad de usuarios

## Historia
Cuando Alemania Occidental en los años 1960 decidió lanzar su propio programa espacial y participar en proyectos espaciales internacionales, se materializó la idea de tener un centro de control espacial propio desde el que pilotar las misiones. En 1967, el entonces Ministro de Finanzas Franz Josef Strauss puso la primera piedra fundacional del primer complejo de edificios. El centro se inauguró poco después.

### Primeras misiones científicas (1968-1990)
La primera misión del GSOC fue AZUR, lanzada el 8 de noviembre de 1969, dedicada al estudio del Cinturón de Van Allen. Posteriormente el centro controló las misiones AEROS A y B (1970 a 1974), proyecto conjunto con la NASA por el estudio de las capas altas de la atmósfera. También conjuntamente con la NASA y lanzadas en 1974 y 1976 respectivamente, el GSOC se encargó de las misiones HELIOS A y B, dedicadas ambas al estudio de procesos solares desde una Órbita heliocéntrica, lo que supuso la primera misión interplanetaria por el Centro Alemán de Operaciones Espaciales. El éxito de estas misiones hizo que la Agencia Espacial Europea confiara al GSOC el apoyo en la misión Giotto, lanzada en 1985, con la ayuda de la antena de 30 metros de diámetro en banda S que tiene el DLR en Weilheim. También el GSOC fue responsable del satélite alemán ROSAT, un telescopio de rayos X lanzado en 1990.

### Enfoque hacia los vuelos espaciales tripulados (1985-1995)
Hasta 1985, el GSOC se concentró cada vez más en los vuelos espaciales humanos. Durante la primera misión de Spacelab, en 1983, el GSOC se vinculó al centro de control de la misión de la NASA en Houston como centro de usuarios. Posteriormente el GSOC acompañó dos vuelos tripulados: En 1985, el GSOC cogió el control de la carga útil del Spacelab mientras que el control de vuelo se mantuvo en el Centro Espacial Lyndon B. Johnson de la NASA. Por primera vez en la historia, el centro de control de la carga útil de una misión estadounidense estaba bajo control externo a la NASA. Esto también significó que por primera vez un vuelo tripulado estaba parcialmente controlado fuera de EE. UU. o la Unión Soviética.
Durante esta última misión, Franz Josef Strauss, el entonces primer ministro de Baviera, anunció el 5 de noviembre de 1985 un extenso programa de inversiones con el que se pretendía incrementar el papel del GSOC en los vuelos espaciales europeos. Pero el fracaso del 5º vuelo del Ariane 3 en septiembre de 1985 junto con el fatal desenlace del Transbordador espacial Challenger en enero de 1986 ralentizó el desarrollo del centro de Oberpfaffenhofen, y por tanto, del GSOC.
Sin embargo, estos hechos no privaron de un nuevo edificio en el GSOC, cuya construcción comenzó en 1989. Este nuevo edificio se utilizó por primera vez en la misión del Spacelab STS-55 en 1993, marcando un nuevo hito al ser la primera vez que el GSOC tenía acceso sin filtros a toda la información del Spacelab al tener pleno control de la carga útil. También se utilizó posteriormente para misiones tripuladas de la ESA como el Euromir, precursora desde un punto de vista de experiencia europea en vuelos espaciales humanos en el laboratorio científico Columbus de la Estación Espacial Internacional.

## Misiones actuales
Debido a la trayectoria del GSOC en vuelos espaciales tripulados, única en Europa, la ESA seleccionó al GSOC para operar el módulo de investigación Columbus, la mayor contribución de Europa a la Estación Espacial Internacional. Similarmente, el GSOC también fue seleccionado para establecer y operar, a través de la filial comercial DLR Gesellschaft für Raumfahrtanwendungen GmbH, uno de los dos centros de control del programa europeo de navegación por satélite Galileo. En noviembre de 2006, se colocó la primera piedra del nuevo edificio del centro de control de Galileo en los terrenos del GSOC.
Así pues, actualmente el GSOC está operando un conjunto muy diverso de misiones, entre las que destacan:
- Columbus, módulo científico europeo de la Estación Espacial Internacional. Dentro del GSOC, tiene una sala de control propia, el Columbus Control Centre.
- Galileo, constelación de 30 satélites que forman el sistema de navegación por satélite propio de la Unión Europea.
- European Data Relay Satellite (EDRS), constelación de satélites destinados a transmitir información entre satélites, naves espaciales, UAVs y estaciones terrestres.
- TerraSAR-X, satélite de observación terrestre.
- TanDEM-X, satélite de observación terrestre.
- Gravity Recovery and Climate Experiment, compuesto por los satélites GRACE 1 y 2, concebidos por el DLR y la NASA para determinar con precisión el campo gravitatorio terrestre.
- SAR-Lupe, misión de reconocimiento militar compuesta de 5 satélites.